# Нео Керамиди
Нео Керамиди (на гръцки: Νέο Κεραμίδι, катаревуса Νέον Κεραμίδιον, Неон Керамидион, в превод Ново Керамиди) е село в Северна Гърция, в дем Катерини, област Централна Македония.

## География
Нео Керамиди е разположено на 65 m надморска височина, на 4 km западно от град Катерини, на пътя за Мосхопотамос (Дранища).

## История
Селото е основано от гърци бежанци. За пръв път е регистрирано в преброяването от 1940 година.
Населението традиционно произвежда жито и тютюн.
По време на Гражданската война в Гърция селото е опожарено. В средата на 1950-те много от жителите емигрират към Австралия и Германия.
В селото е изграден хотел и психиатрична болница.
| Година    | 1913 | 1920 | 1928 | 1940 | 1951 | 1961 | 1971 | 1981 | 1991 | 2001 | 2011 | 2021 |
| --------- | ---- | ---- | ---- | ---- | ---- | ---- | ---- | ---- | ---- | ---- | ---- | ---- |
| Население |      |      |      | 568  | 442  | 544  | 317  | 361  | 359  | 426  | 464  | 511  |